# GSC3575-412
GSC3575-412 — хімічно пекулярна зоря спектрального класу A0, що має видиму зоряну величину в смузі V приблизно  9,2.
Вона  розташована на відстані близько 2001,0 світлових років від Сонця.

## Пекулярний хімічний склад
Зоряна атмосфера GSC3575-412 має підвищений вміст 
Cr
.